# Alexander Helwig Wyant
Alexander Helwig Wyant (Port Washington 11 de gener de 1836- Nova York 29 novembre 1892) fou un pintor paisatgista estatunidenc associat a l'Escola del Riu Hudson. Les obres d'Alexander Helwig Wyant va ser de les poques d'aquesta escola pictòrica que van poder sobreviure als canvis en els gustos de la crítica, i en el desenvolupament artístic. Altres fonts donen com a lloc de naixement Evans Creek, Ohio,

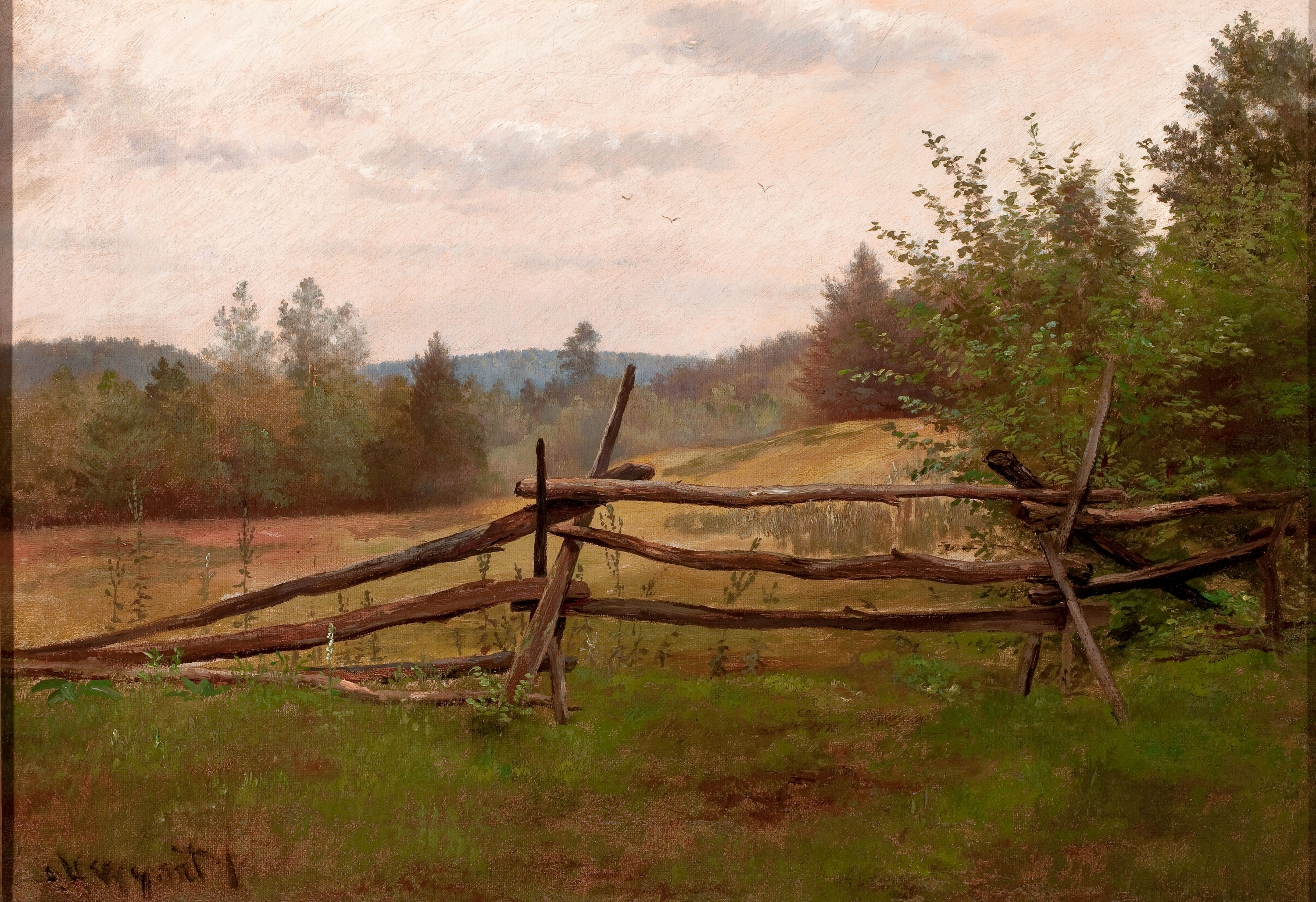
Split rail Fence, entre 1860 i 1862

## Joventut i aprenentatge
Quan era aprenent en una guarnicioneria, Wyant ja mostrava interès per l'Art, i va començar a pintar cartells als voltants de Port Washington. En una visita a Cincinnati l'any 1857, va veure obres de George Inness que, de tant que el van impressionar, el van moure a anar a Nova York per conèixer-lo. Innes va organitzar que Wyant es presentés a Nicholas Longworth (1783-1863), el principal mecenes de Cincinnati, el suport financer del qual va permetre a Wyant subsistir un any a Nova York.
El 1863, Wyant va tornar a Nova York i el 1865 va exposar per primera vegada a la National Academy of Design. La vella guàrdia de l'Escola del Riu Hudson, creia que la Kunstakademie de Düsseldorf oferia la millor instrucció artística del món. Wyant va arribar a Alemanya el 1865, on va estudiar amb el noruec Hans Gude, un antic estudiant de l'esmentada acadèmia. La instrucció que Wyant va rebre de Gude remarcava els elements essencials del pintors del riu Hudson: un realisme gairebé fotogràfic en la representació de la Natura, l'ús de pintura fina i pinzellades ajustades i controlades, una tonalitat marró en general, i un format panoràmic. Wyant va ser l'últim gran pintor nord-americà a buscar aquesta formació, ja que el prestigi de la Düsseldorfer Malerschule estava minvant. Després va viatjar breument a París i a Londres, on va conèixer l'obra de Joseph M.W. Turner i John Constable. Després de viure algun temps a Irlanda, va tornar a Nova York l'any 1866, on va establir un estudi a un estudi al West 57th street.

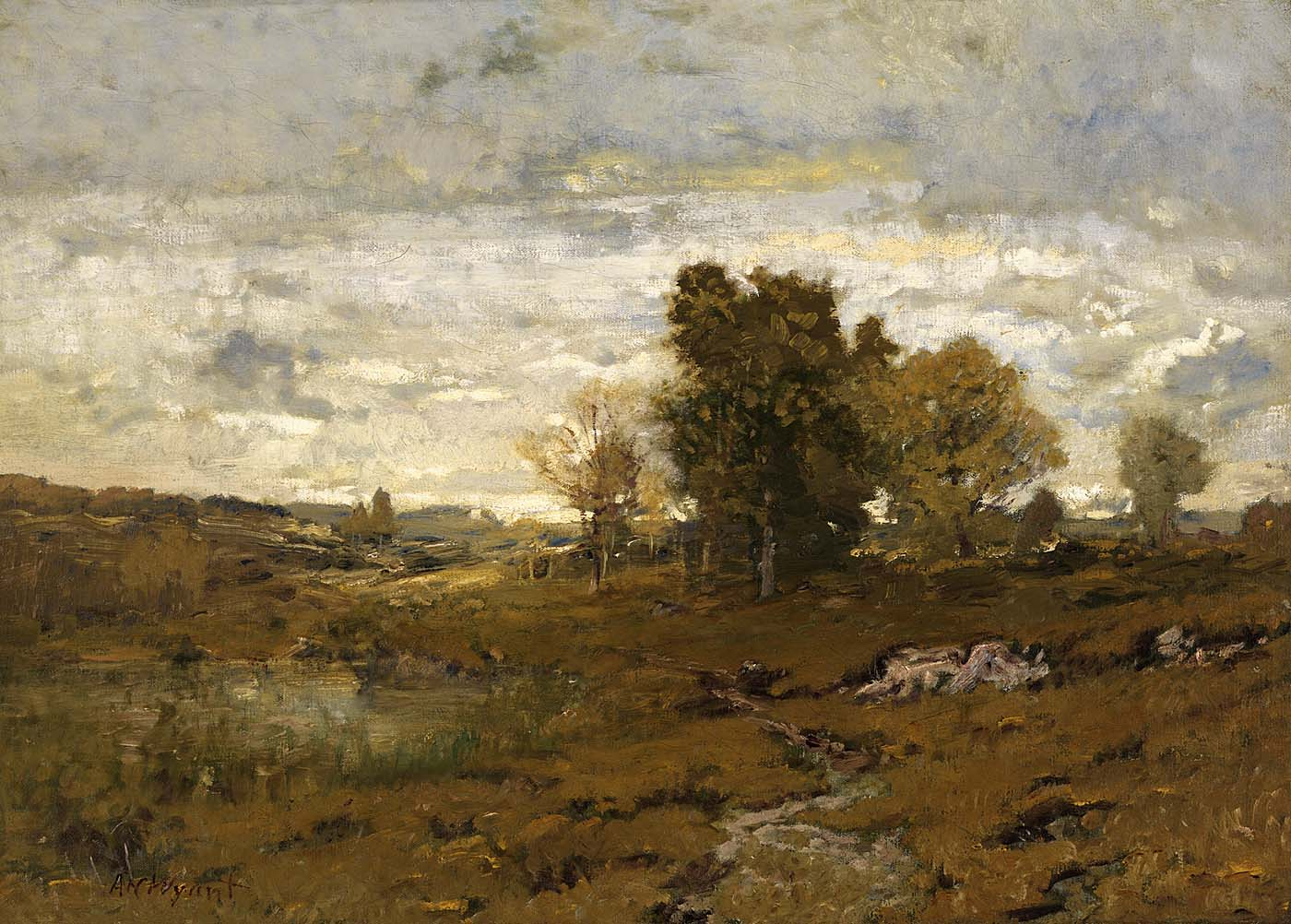
Tardor a Arkville, abans del 1892

## Activitat artística
L'any 1867 es va unir a l'American Watercolor Society (fundada l'any 1866). El 1868 va ser elegit membre associat de la National Academy of Design, de la qual esdevingué acadèmic l'any 1869. Wyant va reprendre l'amistat amb Innes, que es va aprofundir al llarg dels anys. Va començar a fer esbossos a l'Estat de Nova York, Nova Jersey, Virgínia de l'Oest, Ohio, Pennsilvània, Nou Hampshire i Connecticut.

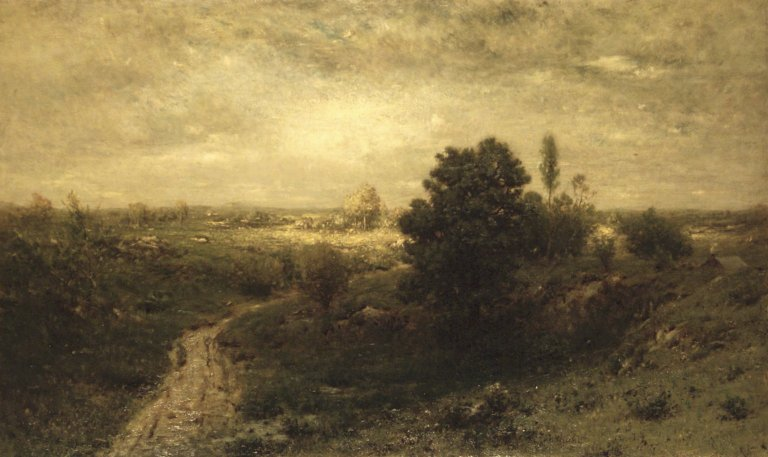
Keene Valley, entre 1884 i 1886.

El 1873, Wyant es va unir a una expedició governamental a Arizona i Nou Mèxic, en la qual va suportar moltes dificultats. Com a resultat, va patir un ictus que el va deixar paralitzat del costat dret. Amb una gran voluntat, va aprendre a pintar amb la mà esquerra, sota la instrucció de Joseph Oriel Eaton (1829-1875) un pintor de retrat. Al voltant de 1874, va llogar un estudi i un apartament a la YMCA, a la 4th avenue at 23rd street, de Nova York, on ensenyava Art a alguns estudiants, incloent Arabella Locke, amb qui es va casar el 1880.
Després de 1866, l'estil de Wyant va esdevenir d'una pintura més fluïda, amb una paleta que emfatitzava els tons blancs, grisos i terrosos. En els seus últims anys, el seu estat d'ànim solitari i introspectiu va arribar a barrejar-se més estretament que mai amb els seus paisatges, especialment els de l'àrea d'Arkville.
A finals de la dècada de 1870 va ser elegit membre de la Society of American Artists (fundada l'any 1877) i es va unir a la Century Association. Wyant estava cada vegada menys a Nova York, preferint residir a Keene Valley (a les Aridondack Mountains) i l'any 1889 a Arkville, a les Catskill Mountains. Després d'un període d'agreujament de la salut, va morir al seu estudi de la 4th avenue.